# Гарбузово
Гарбузово — село в Алексеевском районе (городском округе, с 2018) Белгородской области, центр Гарбузовского сельского поселения.

## Описание
Расположено в восточной части области, в 17 км к юго-востоку от районного центра, города Алексеевки. 
| 1859 | 1897  | 2002 | 2010 |
| ---- | ----- | ---- | ---- |
| 1184 | ↘1052 | ↘646 | ↗665 |

Улицы и переулки
| - ул. Заречная - ул. Луговая - ул. Центральная |

## История
Первые поселенцы в с. Гарбузово появились примерно в 1763 году. Поселение возникло в XVIII веке на берегах Черной Калитвы, на землях, которыми владел граф Шереметев. По воспоминаниям старожилов, первыми поселенцами были семьи Вовенко и Гарбуз (отсюда и название). 
В 1859 году — Бирюченского уезда «хутор владельческий Гарбузов при речке Иванах (Ивановой)» «на большом почтовом тракте от г. Бирюча до г. Острогожска» — 151 двор, 1184 жителя (600 мужск. и 584 женск. пола). 
В 1867 г. в Гарбузово появилась церковь. 
В начале 1880-х в караулке местного священника открылась церковно-приходская школа.
Упоминается в Памятной книжке Воронежской губернии за 1887 год как "слобода Гарбузова" Алейниковской волости Бирюченского уезда. Число жителей обоего пола — 1390, число дворов — 137.

## Образование
В селе действует Муниципальное бюджетное общеобразовательное учреждение «Гарбузовская средняя общеобразовательная школа» в с. Гарбузово.

## Религия
Гарбузово относится к Валуйско-Алексеевской епархии.
В селе действует храм Покрова Пресвятой Богородицы.

### Памятники и мемориалы
Братская могила советских воинов, погибших в боях с фашистскими захватчиками в 1943 году. 

## Известные уроженцы, жители
- Виктор Иванович Берестовой (род.1948) — советский, российский политический и государственный деятель; бывший глава администрации Белгородской области (1991—1993).